# یواس‌آرسی راش
یواس‌آرسی راش ممکن است به یکی از موارد زیر اشاره داشته باشد:
- یواس‌آرسی راش (۱۸۳۱)
- یواس‌آرسی راش (۱۸۸۵)